# Роскошь, покой и наслаждение
Роскошь, покой и наслаждение (фр. Luxe, Calme et Volupté) — картина французского художника Анри Матисса. Картина — основа в творчестве Матисса и ключевая работа в истории искусства — считается отправной точкой фовизма. Эта картина — динамичная и яркая работа, созданная в начале его карьеры художника. Он отображает эволюцию неоимпрессионистского стиля, смешанного с новым концептуальным значением, основанным на фантазии и досуге, которое ранее не встречалось в работах.

## Предыстория
До начала своего Фовистского периода Матисс получил формальное образование в области искусства и начал свою карьеру, копируя произведения старых мастеров. Его первые оригинальные работы напоминали те, что были написаны во время учебы. После того, как он оставил школу, влияние импрессионизма развилось в его работе и постепенно привело его к Постимпрессионистскому движению, где этот стиль застрял с ним, пока он не превратился в фовизм. Матисс часто покупал работы у таких художников, как Сезанн, Ван Гог и Гоген во время своего времени до фовизма, что повлияло на его живопись и развитие его стиля с течением времени.
Картина была написана Матиссом в 1904 году, после лета, проведенного в Сен-Тропе на Французской Ривьере вместе с художниками-неоимпрессионистами Полем Синьяком и Анри-Эдмоном Кроссом. Синьяк приобрел работу, которая была выставлена в 1905 году в Салоне Независимых.

## Стиль
Картина является самой важной работой Матисса, в которой он использовал технику дивизионизма, защищенную Signac. Дивизионизм создается отдельными точками цветов, стратегически расположенными на холсте, чтобы казаться смешанными на расстоянии; вариант этого стиля Матисса создается многочисленными короткими штрихами цвета, чтобы развить формы, которые видны на изображении. Он впервые принял этот стиль после прочтения эссе Синьяка «D'Eugène Delacroix au Néo-impressionisme» в 1898 году.
Упрощение формы и деталей — фирменный знак фовистских пейзажей, в которых художники намеренно создавали искусственные структуры, искажающие реальность образов. Многие из этих качеств можно найти и в других работах Матисса. Другие художники-фовисты работали над крупномасштабными пейзажами, которые не были сосредоточены на фигурах внутри композиции, как с работами Матисса.

## Интерпретация
Ученые предполагают, что интерпретация картин требует от зрителя признания его сопротивления интерпретации. Все предыдущие работы Матисса были прочно укоренены в визуальных аспектах пост-импрессионизма, что привело ученых к вопросу о том, как его работа приняла такой резкий поворот в изображении фантазии. Дэвид Кэрриер пишет, что картина неоднозначна и не имеет ссылки на какой-либо из ее предполагаемых источников вдохновения. Несмотря на литературный источник названия произведения, Luxe, Calme, et Volupté, оно никак не связано с повествованием поэмы.